# Bonavigo
Bonavigo (Bonaigo in veneto) è un comune italiano di 1 965 abitanti della provincia di Verona in Veneto.

## Geografia fisica
Bonavigo è situato a circa 34 chilometri a sud-est da Verona, e si trova ad oriente del fiume Adige. Fa parte della Bassa Veronese. Il suo territorio, specialmente nel medioevo, ha subito varie modifiche a causa delle inondazioni e delle variazioni del corso dell'Adige. La modifica più importante è la scomparsa di un ramo dell'Adige che si dirigeva verso Montagnana.

## Storia
Bonavigo ha fatto probabilmente parte della colonizzazione romana da parte di Augusto dopo la battaglia di Azio.
La presenza di insediamenti romani è confermata dal ritrovamento di tombe e lapidi. È probabile che gli insediamenti romani siano stati abbandonati in seguito ad invasioni barbariche e alle disastrose alluvioni dell'epoca, che cambiarono persino il corso dell'Adige in quel periodo.

Le prime tracce scritte dell'esistenza di Bonavigo risalgono all'887. Fu dopo quel periodo che i monaci benedettini deviarono ed incanalarono il corso dell'Adige sull'attuale percorso, dando stabilità al territorio. Fino al dominio veneziano il territorio comunale ebbe una forte instabilità di comando e fu preda di scorrerie ed invasioni.
Durante la seconda guerra mondiale a Bonavigo esisteva un campo di prigionia per britannici che dipendeva dal campo base di Pol di Bussolengo. Vi erano rinchiusi qualche decina di prigionieri che lavoravano nelle aziende agricole circostanti. Il rapporto con la popolazione era ottimo tanto che dopo la guerra alcune donne del paese si sposarono con ex prigionieri. Trattati in modo umano e secondo la convenzione di Ginevra dal Regio Esercito, dopo l'8 settembre 1943 i prigionieri si diedero alla fuga. Furono aiutati in questo dalle famiglie contadine che rischiarono la vita e la prigione per offrire loro vitto e alloggio in attesa di poterli aiutare a fuggire dai rastrellamenti e dalla deportazione in Germania. Queste storie, dei Perlasca e dei Schindler di Bonavigo, insieme a quella della storia dei campi di prigionia per P.O.W (prigionieri di guerra) del veronese è mirabilmente raccontata dal regista Mauro Vittorio Quattrina nel documentario Quei giorni di coraggio e paura realizzato nel 2008.
Il paese ritornò tristemente alla ribalta a pochi giorni dalla fine della seconda guerra mondiale. Dal 20 al 23 aprile 1945 fu sottoposto a bombardamenti alleati, che avevano come obiettivo la distruzione del ponte sull'Adige per contrastare la ritirata tedesca di un esercito ormai vinto e pensava di più a salvataggi individuali che alla ricerca di nuovi punti di difesa. Il risultato per il paese fu disastroso, furono distrutti tutti i simboli della piccola comunità: la chiesa, il municipio, le scuole e molte delle case che si affacciavano sulla piazza principale.
Il centro del paese fu ricostruito più ad est su un terreno donato da una famiglia del luogo.

### Simboli
Lo stemma comunale, ancora privo di formale decreto di concessione, è rappresentato «da un cavallo rampante su un campo troncato di argento e di azzurro e da una luna rossa calante nel campo superiore; esternamente da una corona nobiliare ed un incrocio di ramoscelli di alloro e di quercia.» Tempo addietro, sicuramente durante l'epoca fascista, lo scudo era troncato di oro e di azzurro, mentre oggi, forse per un errore, il comune utilizza una versione con l'argento al posto dell'oro.

## Società

### Evoluzione demografica
Abitanti censiti

## Luoghi d'interesse

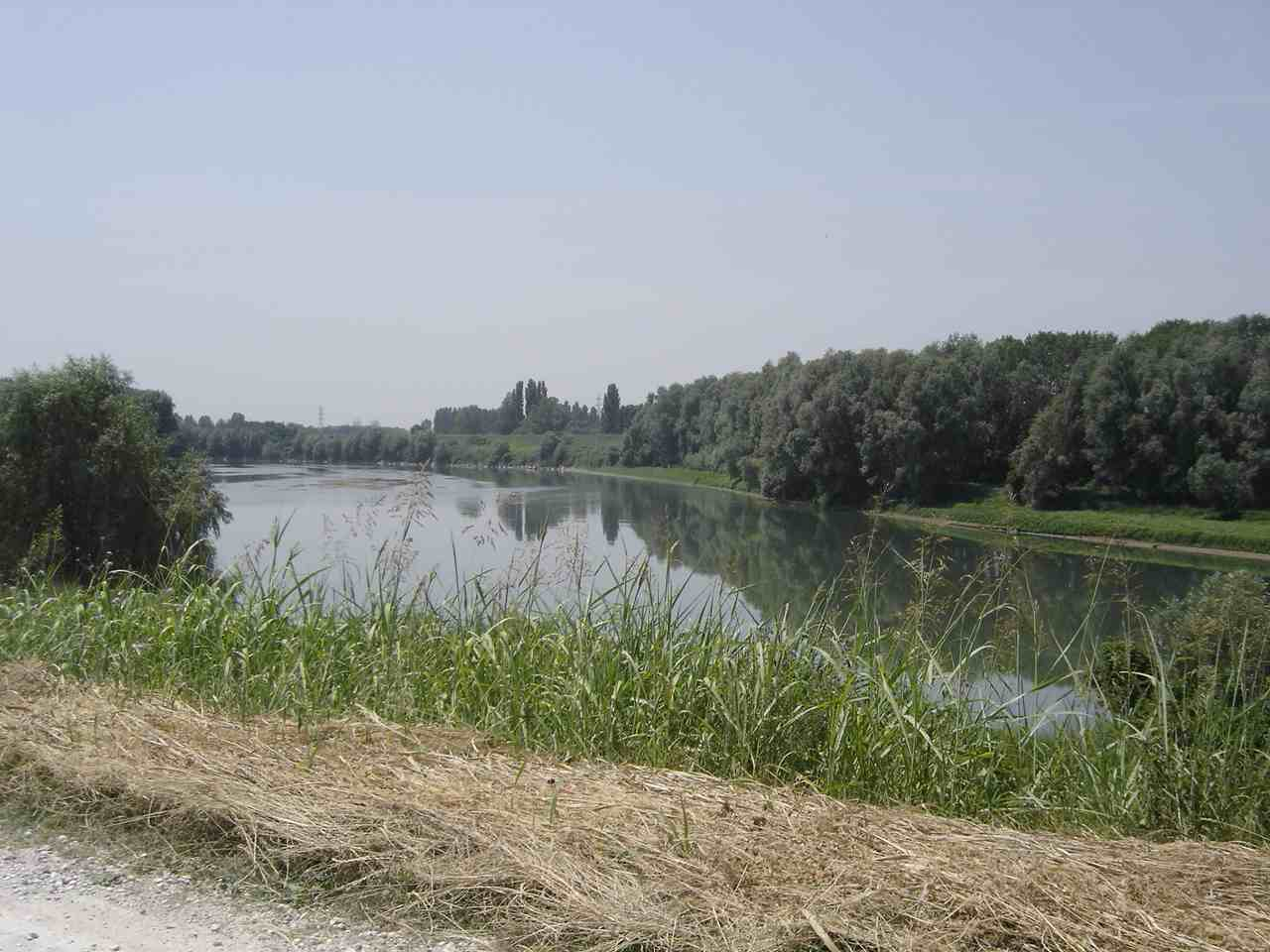
L'Adige a sud di Bonavigo fra Orti e il Santuario

### Architetture religiose
- Parrocchiale di Orti - XI secolo

Fu donata nel 1062 dal conte Milone al monastero di San Giorgio di Verona. Come molti altri lasciti del periodo fu confermato nel 1155 e nel 1177 da Federico Barbarossa. Divenne autonoma come parrocchia con cappellano nel 1526. Nel 1943 fu fortemente ristrutturata con progetto dell'architetto Bertolini.

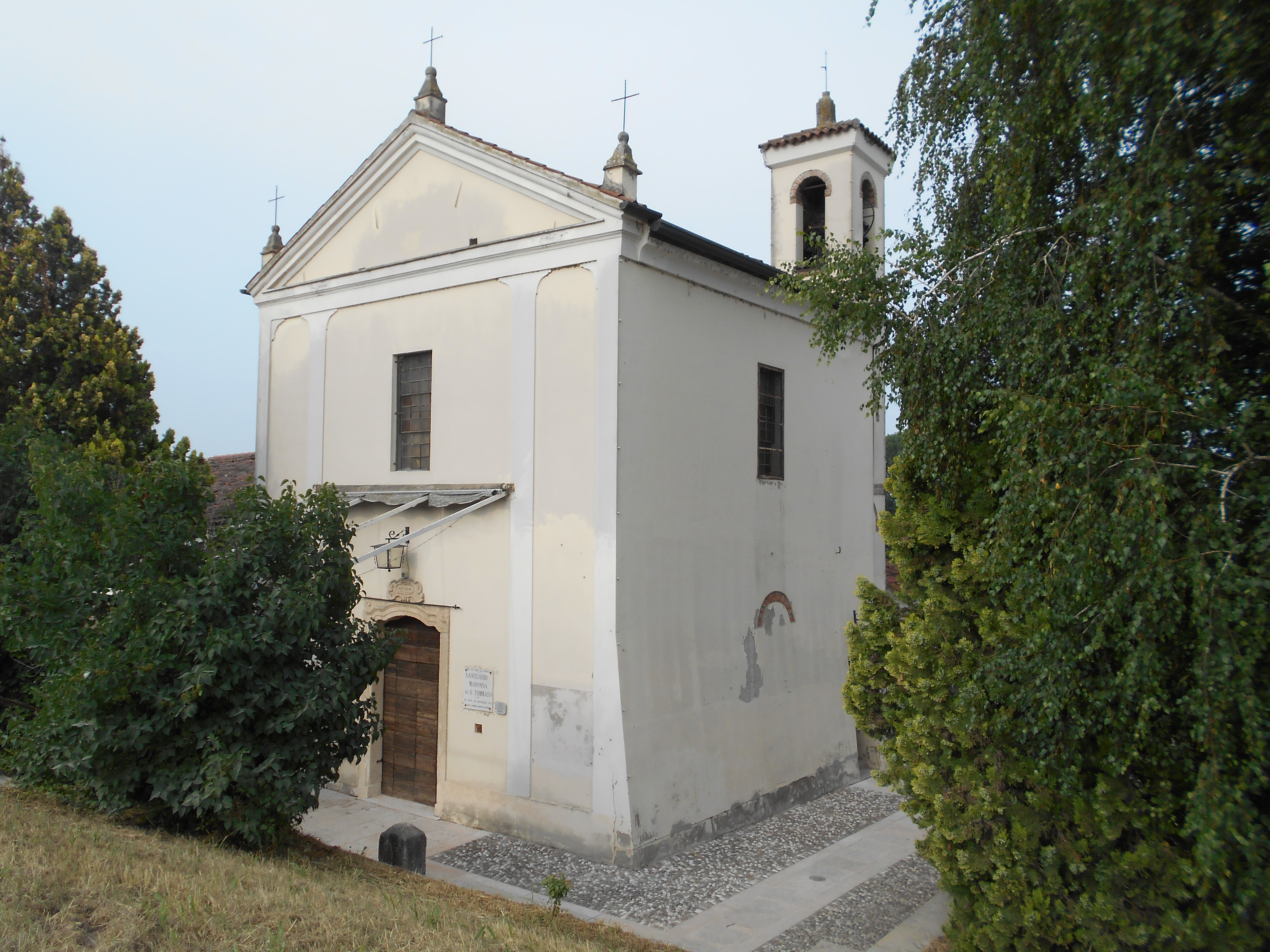
Santuario Madonna di San Tommaso Becket

- Santuario della Madonna di San Tomaso - XV secolo

Viene considerato il più piccolo santuario della provincia e dà il nome alla storica fiera che vi si svolge. Sorge sulla sponda di un tratto pensile dell'Adige e miracolosamente si è sempre salvato; era oggetto di una devozione particolare anche di gente lontana soprattutto durante la festa in settembre. (vedi il link sottostante) Fino a poco tempo fa 52 ex voto coprivano le pareti interne, dipinti ad olio su tavole in legno, custoditi ora in un luogo sicuro, esposti al pubblico nei giorni festivi.
- Pieve di S. Maria in Loc. Ciusara - XI secolo

Faceva parte di un monastero Camaldolese. Conserva opere di tradizione bizantina fatte da maestro Ciconia presente in altre chiese della provincia. (vedi il link sotto) Sulla facciata ad archi rampanti si apre il rosone caratteristico. L'interno è a una sola navata e le absidi laterali sono abbellite da affreschi.
- Parrocchiale di Bonavigo - XX secolo

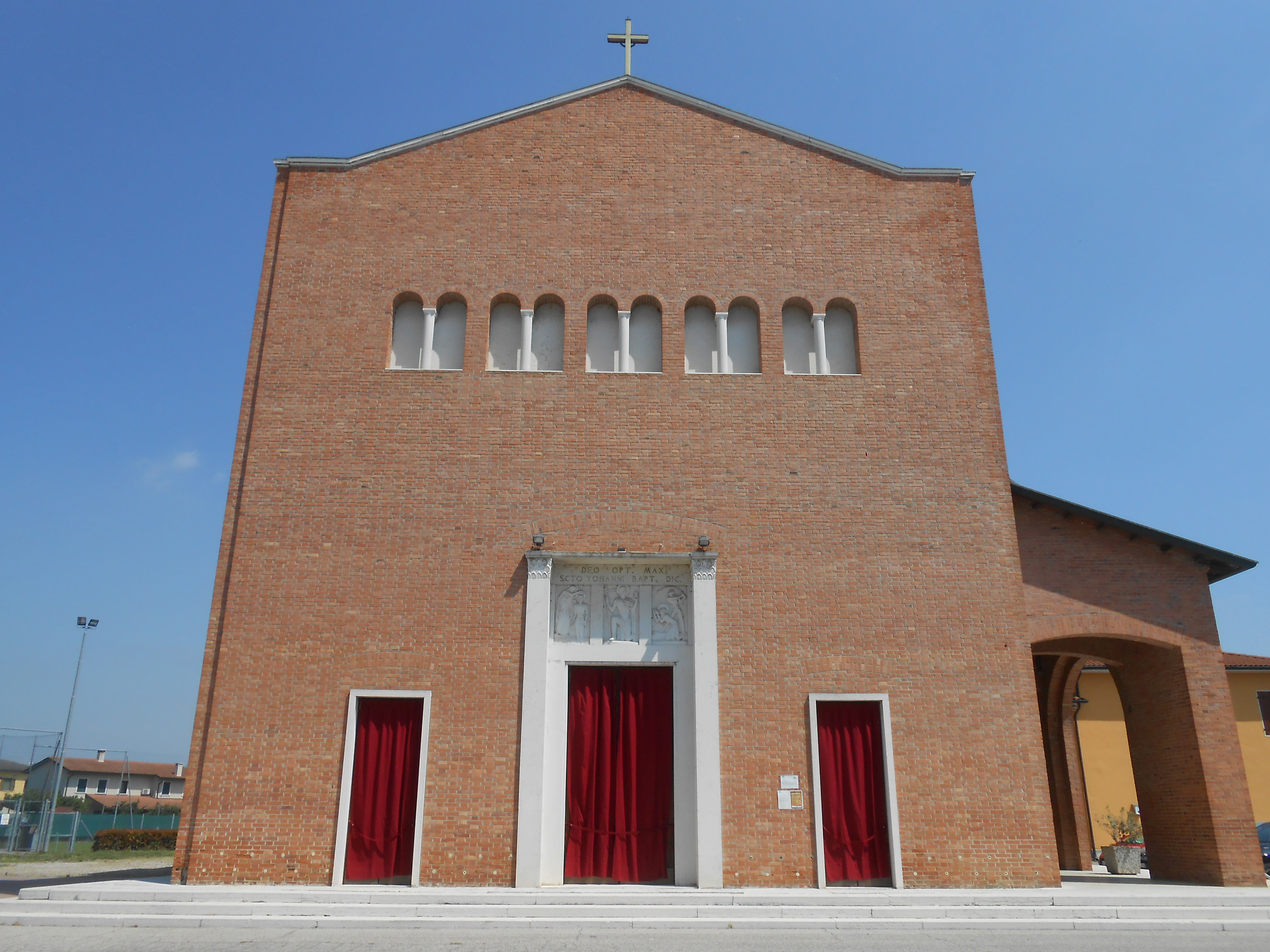
chiesa di San Giovanni Battista

La vecchia chiesa e la parrocchia è ricordata dal papa Eugenio III in una bolla: Curtem Bonadigui cum ecclesiis et decimis. La chiesa di Bonavigo diventò Pieve col Cappellano nel 1526, unita per fornire le decime a Sant'Angelo in monte di Verona. La vecchia chiesa di Bonavigo fu distrutta da bombardamenti degli alleati pochi giorni prima della Liberazione. I bombardamenti, che avevano come obiettivo il ponte sull'Adige, al fine di bloccare l'esercito tedesco già in rotta, distrussero tutto il centro di Bonavigo con tutti i simboli civici, la chiesa, il municipio, le scuole e molte delle case anche storiche del paese. La nuova chiesa fu ricostruita a centinaia di metri dalla vecchia dieci anni dopo dalla fine della guerra nel 1955 su disegno dell'architetto Paolo De Rossi.

## Cultura

### Gli appuntamenti
- Festa della Madonna di San Tommaso

Si svolge sulla sponda dell'Adige, ogni anno la prima domenica dopo l'8 settembre. I festeggiamenti durano parecchi giorni e si concludono con la tradizionale serata dell'anitra e con l'esplosione di fuochi artificiali sull'acqua accompagnati da musiche classiche e moderne.

Il lunedì dopo la domenica si svolge l'antica e rinomata fiera del bestiame. È la più' antica e frequentata festa paesana di tutto il basso veronese. Essa attira numerosi fedeli e devoti alla madonna. L'immagine della Madonna di S. Tommaso con in braccio il bambin Gesù è visibile su una pala dell'XI secolo presso l'omonimo santuario.

Nei giorni dedicati alla festa si svolgono parecchie attività religiose, mostre, manifestazioni e spettacoli di vario genere. Vengono allestite le "Baracche" destinate al ristoro e alla degustazione dei piatti tipici tradizionali del Basso veronese. In particolare il menù della tradizione prevede rigorosamente il risotto "alla Veneta" con utilizzo di Riso Vialone Nano IGP, Cotechino e Anitra arrosto. I vini che accompagnano i piatti tipici sono il "Soave DOC", il " Merlara DOC", " il Merlot", il bianco " Garganega" e gli immancabili "Crinton" e " Torbolin".

## Economia
Si basa su una economia prevalentemente rurale e agricola.
Sul territorio bonavighese sono presenti alcune industrie per la lavorazione di ferro e plexiglas, come ad esempio la SAMO SpA, specializzata nella costruzione dei box doccia e accessori per bagno in genere, mentre l'attività artigianale è marginale e prevalentemente svolta in forma individuale. 
A Bonavigo, alimentato da grandi idrovore che pescano l'acqua dall'Adige, nasce il "Terrazzo", fiume minore, utilizzato per fornire acqua alle coltivazioni presenti sul territorio fino al comune di Terrazzo, dove il fiume si getta nel "Fratta".

## Amministrazione
Fa parte dell'Associazione Sentinella dei Fiumi e dell'Unione Comunale Dall'Adige al Fratta. L'unione è composta da cinque comuni: Bevilacqua, Bonavigo, Boschi Sant'Anna, Minerbe e Terrazzo.
| Periodo        | Periodo        | Primo cittadino            | Partito               | Carica                  | Note          |
| -------------- | -------------- | -------------------------- | --------------------- | ----------------------- | ------------- |
| maggio 1970    | maggio 1990    | Nello Tacconi              | Lista Civica          | Sindaco                 | [ 9 ]         |
| maggio 1990    | marzo 1993     | Amelio Marcello Balzanello | Lista Civica          | Sindaco                 | [ 10 ]        |
| marzo 1993     | giugno 1993    | Gabriele Marra             |                       | Commissario Prefettizio | [ 11 ] [ 12 ] |
| giugno 1993    | aprile 1997    | Paolo Meggiolaro           | Indipendente          | Sindaco                 | [ 13 ]        |
| aprile 1997    | maggio 2001    | Paolo Meggiolaro           | Lista Civica          | Sindaco                 | [ 14 ]        |
| maggio 2001    | maggio 2006    | Albino Migliorini          | Lista Civica          | Sindaco                 | [ 15 ]        |
| maggio 2006    | maggio 2011    | Albino Migliorini          | Lista Civica          | Sindaco                 | [ 16 ]        |
| maggio 2011    | giugno 2016    | Ermanno Gobbi              | Lista Civica "Con Te" | Sindaco                 | [ 17 ]        |
| giugno 2016    | giugno 2020    | Ermanno Gobbi              | Lista Civica "Con Te" | Sindaco                 | [ 17 ]        |
| giugno 2020    | settembre 2020 | Nicola Noviello            |                       | Commissario Prefettizio |               |
| settembre 2020 | in carica      | Ermanno Gobbi              | Lista Civica "Con Te" | Sindaco                 |               |

### Gemellaggi
- Ober-Hilbersheim